# Campionati panpacifici di nuoto 2014
I XII Campionati panpacifici di nuoto si sono svolti a Gold Coast, in Australia, dal 21 al 25 agosto 2014.

## Medagliere
| Posizione | Paese         | Oro | Argento | Bronzo | Totale |
| --------- | ------------- | --- | ------- | ------ | ------ |
| 1         | Stati Uniti   | 16  | 13      | 14     | 43     |
| 2         | Australia     | 10  | 9       | 9      | 28     |
| 3         | Giappone      | 7   | 8       | 4      | 19     |
| 4         | Brasile       | 1   | 2       | 1      | 4      |
| 5         | Canada        | 1   | 1       | 5      | 7      |
| 6         | Corea del Sud | 1   | 0       | 0      | 2      |
| 7         | Nuova Zelanda | 0   | 2       | 3      | 5      |
| 8         | Cina          | 0   | 1       | 0      | 1      |
| Totale    | Totale        | 36  | 36      | 36     | 108    |

## Criteri di qualificazione
Diversamente dai Campionati mondiali e dai Giochi Olimpici, ogni paese può far partecipare tutte le persone che vuole nei turni preliminari di ogni gara (in molte competizioni internazionali sono permessi solo due nuotatori per nazione). Solo due nuotatori per nazione possono poi qualificarsi per le semifinali e le finali.
Nelle staffette, ogni paese può far partecipare una squadra in ogni gara. Si può entrare anche nella finale "B" che si svolge in un precedente turno. Le finali "B" non vengono conteggiate e non sono oggetto di medaglie.

## Paesi partecipanti
- Argentina
- Australia
- Brasile
- Canada

- Isole Cayman
- Cile
- Cina
- Taipei cinese

- Ecuador
- Hong Kong
- Giappone
- Nuova Zelanda

- Papua Nuova Guinea
- Perù
- Filippine
- Singapore

- Corea del Sud
- Sudafrica
- Trinidad e Tobago
- Tunisia

- Stati Uniti
- Venezuela
- Zimbabwe

## Risultati

### Uomini
| Evento               | Oro                                                                      | Perform. | Argento                                                                 | Perform. | Bronzo                                                                  | Perform. |
| Stile libero         |                                                                          |          |                                                                         |          |                                                                         |          |
| 50 m                 | Bruno Fratus                                                             | 21"44    | Anthony Ervin                                                           | 21"73    | Nathan Adrian                                                           | 21"80    |
| 100 m                | Cameron McEvoy                                                           | 47"82    | Nathan Adrian                                                           | 48"30    | James Magnussen                                                         | 48"36    |
| 200 m                | Thomas Fraser-Holmes                                                     | 1'45"98  | Kōsuke Hagino                                                           | 1'46"08  | Cameron McEvoy                                                          | 1'48"36  |
| 400 m                | Park Tae-hwan                                                            | 3'43"15  | Kōsuke Hagino                                                           | 3'44"56  | Connor Jaeger                                                           | 3'45"31  |
| 800 m                | Ryan Cochrane                                                            | 7'45"39  | Mack Horton                                                             | 7'47"73  | Connor Jaeger                                                           | 7'47"75  |
| 1500 m               | Connor Jaeger                                                            | 14'51"79 | Ryan Cochrane                                                           | 14'51"97 | Mack Horton                                                             | 14'52"78 |
| Dorso                |                                                                          |          |                                                                         |          |                                                                         |          |
| 100 m                | Ryōsuke Irie                                                             | 53"02    | Matt Grevers                                                            | 53"09    | Ryan Murphy                                                             | 53"27    |
| 200 m                | Tyler Clary                                                              | 1'54"91  | Ryōsuke Irie                                                            | 1'55"14  | Mitch Larkin                                                            | 1'55"27  |
| Rana                 |                                                                          |          |                                                                         |          |                                                                         |          |
| 100 m                | Yasuhiro Koseki                                                          | 59"62    | Felipe França Silva                                                     | 59"82    | Glenn Snyders                                                           | 1'00"18  |
| 200 m                | Yasuhiro Koseki                                                          | 2'08"57  | Nicolas Fink                                                            | 2'08"94  | Kazuki Kohinata                                                         | 2'10"14  |
| Delfino              |                                                                          |          |                                                                         |          |                                                                         |          |
| 100 m                | Michael Phelps                                                           | 51"29    | Ryan Lochte                                                             | 51"67    | Hirofumi Ikebata                                                        | 52"50    |
| 200 m                | Daiya Seto                                                               | 1'54"92  | Leonardo de Deus                                                        | 1'55"28  | Tyler Clary                                                             | 1'55"42  |
| Misti                |                                                                          |          |                                                                         |          |                                                                         |          |
| 200 m                | Kōsuke Hagino                                                            | 1'56"02  | Michael Phelps                                                          | 1'56"04  | Daiya Seto                                                              | 1'57"72  |
| 400 m                | Kōsuke Hagino                                                            | 4'08"31  | Tyler Clary                                                             | 4'09"03  | Chase Kalisz                                                            | 4'09"62  |
| Staffette            |                                                                          |          |                                                                         |          |                                                                         |          |
| 4x100 m stile libero | Australia Tommaso D'Orsogna James Magnussen Matthew Abood Cameron McEvoy | 3'12"80  | Stati Uniti Michael Phelps Nathan Adrian Anthony Ervin Ryan Lochte      | 3'13"36  | Brasile João de Lucca Marcelo Chierighini Bruno Fratus Nicolas Oliveira | 3'13"59  |
| 4x200 m stile libero | Stati Uniti Michael Phelps Conor Dwyer Matt McLean Ryan Lochte           | 7'05"17  | Giappone Kōsuke Hagino Reo Sakata Yūki Kobori Takeshi Matsuda           | 7'05"30  | Australia David McKeon Cameron McEvoy Mack Horton Thomas Fraser-Holmes  | 7'08"55  |
| 4x100 m misti        | Stati Uniti Matt Grevers Kevin Cordes Michael Phelps Nathan Adrian       | 3'29"94  | Giappone Ryōsuke Irie Yasuhiro Koseki Hirofumi Ikebata Katsumi Nakamura | 3'32"08  | Australia Mitch Larkin Jake Packard Tommaso D'Orsogna Cameron McEvoy    | 3'33"45  |
| Fondo                |                                                                          |          |                                                                         |          |                                                                         |          |
| 10 km                | Andrew Gemmell                                                           | 1h52'11" | Jarrod Poort                                                            | 1h52'12" | Kane Radford                                                            | 1h52'13" |

### Donne
| Evento               | Oro                                                                        | Perform. | Argento                                                                  | Perform. | Bronzo                                                                        | Perform. |
| Stile libero         |                                                                            |          |                                                                          |          |                                                                               |          |
| 50 m                 | Cate Campbell                                                              | 23"96    | Bronte Campbell                                                          | 24"56    | Chantal van Landeghem                                                         | 24"69    |
| 100 m                | Cate Campbell                                                              | 52"72    | Bronte Campbell                                                          | 53"45    | Simone Manuel                                                                 | 53"71    |
| 200 m                | Katie Ledecky                                                              | 1'55"74  | Bronte Barrat                                                            | 1'57"22  | Shannon Vreeland                                                              | 1'57"38  |
| 400 m                | Katie Ledecky                                                              | 3'58"37  | Cierra Runge                                                             | 4'04"55  | Lauren Boyle                                                                  | 4'05"33  |
| 800 m                | Katie Ledecky                                                              | 8'11"35  | Lauren Boyle                                                             | 8'18"37  | Brittany MacLean                                                              | 8"20'02  |
| 1500 m               | Katie Ledecky                                                              | 15'28"36 | Lauren Boyle                                                             | 15'55"69 | Brittany MacLean                                                              | 15"57'15 |
| Dorso                |                                                                            |          |                                                                          |          |                                                                               |          |
| 100 m                | Emily Seebohm                                                              | 58"84    | Belinda Hocking                                                          | 59"78    | Missy Franklin                                                                | 1'00"30  |
| 200 m                | Belinda Hocking                                                            | 2'07"49  | Emily Seebohm                                                            | 2'07"61  | Elizabeth Beisel                                                              | 2'08"33  |
| Rana                 |                                                                            |          |                                                                          |          |                                                                               |          |
| 100 m                | Jessica Hardy                                                              | 1'06"74  | Kanako Watanabe                                                          | 1'06"78  | Breeja Larson                                                                 | 1'06"99  |
| 200 m                | Kanako Watanabe                                                            | 2'21"41  | Rie Kanetō                                                               | 2'21"90  | Taylor McKeown                                                                | 2'22"89  |
| Delfino              |                                                                            |          |                                                                          |          |                                                                               |          |
| 100 m                | Alicia Coutts                                                              | 57"64    | Lu Ying                                                                  | 57"76    | Kendyl Stewart                                                                | 57"82    |
| 200 m                | Cammille Adams                                                             | 2'06"61  | Natsumi Hoshi                                                            | 2'06"88  | Katie McLaughlin                                                              | 2'07"08  |
| Misti                |                                                                            |          |                                                                          |          |                                                                               |          |
| 200 m                | Maya DiRado                                                                | 2'09"93  | Alicia Coutts                                                            | 2'10"25  | Caitlin Leverenz                                                              | 2'10"67  |
| 400 m                | Elizabeth Beisel                                                           | 4'31"99  | Maya DiRado                                                              | 4'35"37  | Keryn McMaster                                                                | 4'38"84  |
| Staffette            |                                                                            |          |                                                                          |          |                                                                               |          |
| 4x100 m stile libero | Australia Melanie Schlanger Brittany Elmslie Bronte Campbell Cate Campbell | 3'32"46  | Stati Uniti Simone Manuel Missy Franklin Abbey Weitzeil Shannon Vreeland | 3'34"23  | Giappone Miki Uchida Misaki Yamaguchi Yasuko Miyamoto Yayoi Matsumoto         | 3'39"06  |
| 4x200 m stile libero | Stati Uniti Shannon Vreeland Missy Franklin Leah Smith Katie Ledecky       | 7'46"40  | Australia Bronte Barratt Emma McKeon Brittany Elmslie Melanie Schlanger  | 7'47"47  | Canada Brittany MacLean Samantha Cheverton Alyson Ackman Emily Overholt       | 7'58"03  |
| 4x100 m misti        | Australia Emily Seebohm Lorna Tonks Alicia Coutts Cate Campbell            | 3'55"49  | Stati Uniti Missy Franklin Jessica Hardy Kendyl Stewart Simone Manuel    | 3'57"41  | Canada Brooklynn Snodgrass Kierra Smith Katerine Savard Chantal van Landeghem | 3'59"85  |
| Fondo                |                                                                            |          |                                                                          |          |                                                                               |          |
| 10 km                | Haley Anderson                                                             | 1h59'51" | Eva Fabian                                                               | 1h59'52" | Chelsea Gubecka                                                               | 1h59'54" |